# Brahmina pakistanus
Brahmina pakistanus är en skalbaggsart som beskrevs av Keith 2006. Brahmina pakistanus ingår i släktet Brahmina och familjen Melolonthidae. Inga underarter finns listade.